# Phylica arborea
Phylica arborea is een zeldzame, boomachtige, verhoutende plant uit de wegedoornfamilie (Rhamnaceae). De soort komt van nature uitsluitend voor op de eilanden in het zuidelijk deel van de Atlantische Oceaan en de Indische Oceaan zoals Gough, Tristan da Cunha en Amsterdameiland.